# …앤드 유 윌 노 어스 바이 더 트레일 오브 데드
…앤드 유 윌 노 어스 바이 더 트레일 오브 데드(…And You Will Know Us by the Trail of Dead)는 미국 오스틴 출신의 얼터너티브 록 밴드이다.